# Liste kantonaler Volksabstimmungen des Kantons Luzern
Die Liste kantonaler Volksabstimmungen des Kantons Luzern zeigt alle Volksabstimmungen des Kantons Luzern von 2000 bis 2019.

## Abstimmungen

### 2010–2019
| Datum      | Titel der Vorlage | Resultat   |
| ---------- | --- | ---------- |
| 19.05.2019 | Gesetz über die Aufgaben- und Finanzreform 18 (Mantelerlass AFR18) | Angenommen |
| 23.09.2018 | Volksinitiative «Für eine hohe Bildungsqualität im Kanton Luzern» | Abgelehnt  |
| 23.09.2018 | Volksinitiative «Vorwärts mit dem öffentlichen Verkehr» | Abgelehnt  |
| 10.05.2018 | Kantonales Energiegesetz, Referendumsabstimmung | Angenommen |
| 10.05.2018 | Volksinitiative «Für eine sichere Gesundheitsversorgung im ganzen Kanton Luzern»                                                                                       | Abgelehnt  |
| 04.03.2018 | Volksinitiative «Zahlbares Wohnen für alle» | Abgelehnt  |
| 24.09.2017 | Volksinitiative „Eine Fremdsprache auf der Primarstufe“ | Abgelehnt  |
| 21.05.2017 | Erhöhung des Staatssteuerfusses für 2017 auf 1,70 Einheiten | Abgelehnt  |
| 21.05.2017 | Halbierung der Kantonsbeiträge an die Musikschulen | Abgelehnt  |
| 27.11.2016 | Volksinitiative „Steuererhöhungen vors Volk!“ | Abgelehnt  |
| 25.09.2016 | Volksinitiative „Für faire Unternehmenssteuern“ | Abgelehnt  |
| 28.02.2016 | Volksinitiative „Für eine bürgernahe Asylpolitik“ | Abgelehnt  |
| 15.11.2015 | Volksinitiative „Kinder fördern – Eltern stützen, Ergänzungsleistungen für Familien“                                                                                   | Abgelehnt  |
| 15.11.2015 | Volksinitiative „Für eine gerechte Aufteilung der Pflegefinanzierung“                                                                                                  | Abgelehnt  |
| 30.11.2014 | Änderung des Universitätsgesetzes, Referendumsabstimmung | Angenommen |
| 18.05.2014 | Gesetz über Ausbildungsbeiträge (Stipendiengesetz), Referendumsabstimmung                                                                                              | Angenommen |
| 09.02.2014 | Volksinitiative „Abschaffung der Liegenschaftssteuer“ | Angenommen |
| 24.11.2013 | Neuorganisation der kantonalen Aufsicht über die Gemeinden | Angenommen |
| 24.11.2013 | Schaffung eines gemeinsamen Aussenlagers von Zentral- und Hochschulbibliothek und Partnern                                                                             | Angenommen |
| 22.09.2013 | Volksinitiative «Für Mundart im Kindergarten» | Abgelehnt  |
| 22.09.2013 | Volksinitiative «Für Mundart im Kindergarten»: Gegenvorschlag des Kantonsrates                                                                                         | Angenommen |
| 09.06.2013 | Volksinitiative «Für freie Ladenöffnungszeiten» | Abgelehnt  |
| 25.11.2012 | Änderung des Finanzausgleichsgesetzes über Beiträge an Gemeindefusionen und für die Zusammenarbeit von Gemeinden                                                       | Angenommen |
| 23.09.2012 | Volksinitiative «Für tiefere Strompreise und sichere Arbeitsplätze» | Abgelehnt  |
| 17.06.2012 | Änderung des Ruhetags- und Ladenschlussgesetzes (Schliessungszeiten am Vorabend von Ruhetagen und Abendverkäufe); Referendumsabstimmung                                | Abgelehnt  |
| 17.06.2012 | Neugestaltung des Seetalplatzes in Emmen und Luzern | Angenommen |
| 11.03.2012 | Volksinitiative «Schluss mit den Steuerprivilegien für ausländische Millionärinnen und Millionäre! Abschaffung der Pauschalbesteuerung»                                | Abgelehnt  |
| 11.03.2012 | Volksinitiative «Schluss mit den Steuerprivilegien für ausländische Millionärinnen und Millionäre! Abschaffung der Pauschalbesteuerung»: Gegenentwurf des Kantonsrates | Angenommen |
| 27.11.2011 | Volksinitiative «Mit(be)stimmen!» | Abgelehnt  |
| 15.05.2011 | Änderung Volksschulbildungsgesetz | Angenommen |
| 13.02.2011 | Volksinitiative «Mehr fürs Velo» | Abgelehnt  |
| 26.09.2010 | Änderung des Stimmrechtsgesetzes betreffend Wahlkreise der Kantonsratswahlen (Referendumsabstimmung)                                                                   | Angenommen |
| 13.06.2010 | Volksinitiative «Ja zur Luzerner Naturheilkunde – für Qualität und Kompetenz»                                                                                          | Abgelehnt  |
| 13.06.2010 | Volksinitiative «Ja zur Luzerner Naturheilkunde – für Qualität und Kompetenz»: Gegenvorschlag des Kantonsrates                                                         | Abgelehnt  |
| 13.06.2010 | Gesetz über die Förderung des gesellschaftlichen Zusammenhalts | Abgelehnt  |
| 13.06.2010 | Sanierung und Erweiterung Berufsfachschule in Sursee | Angenommen |
| 13.06.2010 | Volksinitiative «Für faire Prämienverbilligung» | Abgelehnt  |
| 13.06.2010 | Volksinitiative «Für faire Prämienverbilligung»: Gegenvorschlag des Kantonsrates                                                                                       | Angenommen |
| 07.03.2010 | Übertragung der Spital- und Klinikgebäude an das Luzerner Kantonsspital und die Luzerner Psychiatrie                                                                   | Angenommen |

### 2000–2009
| Datum      | Titel der Vorlage | Resultat   |
| ---------- | --- | ---------- |
| 29.11.2009 | Kredit für die Planung eines Tiefbahnhofs in Luzern | Angenommen |
| 29.11.2009 | Beschaffung, Aufbau und Betrieb des Funknetzes Polycom | Angenommen |
| 27.09.2009 | Steuergesetzrevision 2011 | Angenommen |
| 27.09.2009 | Volksinitiative «Für zahlbares und attraktives Wohnen» | Abgelehnt  |
| 17.05.2009 | Beitritt des Kantons Luzern zum Konkordat über Massnahmen gegen Gewalt anlässlich von Sportveranstaltungen vom 8. September 2008 (Referendumsabstimmung)    | Angenommen |
| 17.05.2009 | Volksinitiative «Bussengelder für Steuerrabatt!» | Abgelehnt  |
| 08.02.2009 | Änderung Übertretungsstrafgesetz und Kantonspolizeigesetz betreffend Wegweisung, Littering und unbefugtes Plakatieren                                       | Angenommen |
| 08.02.2009 | Anpassung des Gemeindegesetzes an die neue Kantonsverfassung                                                                                                | Angenommen |
| 28.09.2008 | Beitritt zur Interkantonalen Vereinbarung über die Harmonisierung der obligatorischen Schule (HarmoS-Konkordat)                                             | Abgelehnt  |
| 01.06.2008 | Referendum gegen das Dekret über einen Sonderkredit von 22'825'000 Franken für den Ausbau der Reusswehranlage in Luzern                                     | Angenommen |
| 24.02.2008 | Ausbau der Zentralbahn in Luzern, Nidwalden und Obwalden |            |
| 25.11.2007 | das Gesetz über die Verteilung und die Finanzierung der Aufgaben im Kanton Luzern (Mantelerlass zur Finanzreform 08)                                        | Angenommen |
| 25.11.2007 | die finanzielle Unterstützung der Gemeindevereinigung Littau – Luzern                                                                                       | Abgelehnt  |
| 17.06.2007 | die Verfassung des Kantons Luzern | Angenommen |
| 17.06.2007 | das Gesetz über soziale Einrichtungen vom 19.03.2007 | Angenommen |
| 17.06.2007 | den Sonderkredit für die Vorfinanzierung des Systemwechsels im Heimwesen                                                                                    | Angenommen |
| 11.03.2007 | Änderung des Steuergesetzes | Angenommen |
| 26.11.2006 | Kredit von 143,85 Millionen Franken für den Kauf und Umbau des Postbetriebsgebäudes beim Bahnhof Luzern für die Universität und die Pädagogische Hochschule | Angenommen |
| 26.11.2006 | Spitalgesetz vom 11.09.2006 | Angenommen |
| 24.09.2006 | Volksinitiative «Mehr Demokratie bei den Kantonsfinanzen»                                                                                                   | Abgelehnt  |
| 21.05.2006 | Gesetz über die Berufsbildung und die Weiterbildung vom 12.9.2005                                                                                           | Angenommen |
| 21.05.2006 | Änderung des Ruhetags- und Ladenschlussgesetzes |            |
| 25.09.2005 | Autobahnzubringer Rontal | Angenommen |
| 25.09.2005 | Volksinitiative «betreffend Stipendiengesetz – Bildung für alle!»                                                                                           | Abgelehnt  |
| 28.11.2004 | Volksinitiative «Für einheitliche Einbürgerungsverfahren»                                                                                                   | Abgelehnt  |
| 28.11.2004 | Volksinitiative «Für überprüfbare Einbürgerungen» | Abgelehnt  |
| 28.11.2004 | Standesinitiative «Für eine eigenständige, friedensorientierte UNO-Politik der Schweiz»                                                                     | Abgelehnt  |
| 28.11.2004 | «Erhöhung der Motorfahrzeugsteuern» | Abgelehnt  |
| 28.11.2004 | «Erhöhung der Schiffssteuer» | Angenommen |
| 08.02.2004 | Sanierung und Erweiterung des kantonalen Spitals in Sursee                                                                                                  | Angenommen |
| 19.10.2003 | Neu und Ausbau der Kantonsstrasse am Schwanderholzstutz zwischen Wolhusen und Entlebuch                                                                     | Angenommen |
| 24.11.2002 | Volksinitiative «Weniger Steuern für Sie! …» | Abgelehnt  |
| 22.09.2002 | Volksinitiative «für eine effiziente Regierung und schlanke Verwaltung»                                                                                     | Angenommen |
| 22.09.2002 | Änderung der Staatsverfassung über das Verfahren zur Wahl des Regierungsrates                                                                               | Abgelehnt  |
| 22.09.2002 | Externe Vergabe der Sterilgutaufbereitung für das Kantonsspital Luzern und das Kantonale Spital Sursee-Wolhusen                                             | Angenommen |
| 02.06.2002 | Gesetz über den Finanzausgleich | Angenommen |
| 02.06.2002 | Beteiligung des Kantons Luzern am Aktienkapital der Crossair                                                                                                | Abgelehnt  |
| 23.09.2001 | Änderung der Staatsverfassung in den Gemeindebestimmungen                                                                                                   | Angenommen |
| 23.09.2001 | Einleitung der Totalrevision der Staatsverfassung | Angenommen |
| 04.03.2001 | Änderung des Verfahrens zur Totalrevision der Staatsverfassung                                                                                              | Angenommen |
| 26.11.2000 | Luzerner «Schuldenbremse» |            |
| 26.11.2000 | Staatsverfassung Finanzhaushalt | Angenommen |
| 26.11.2000 | Finanzhaushaltsgesetz | Angenommen |
| 24.09.2000 | Teilprivatisierung Luzerner Kantonalbank | Angenommen |
| 21.05.2000 | Universitätsgesetz | Angenommen |
| 21.05.2000 | Volksinitiative «Für eine Beschränkung der Besoldung» | Abgelehnt  |
| 12.03.2000 | Volksinitiative «Tragbarer Steuertermin für alle» | Angenommen |